# Saison 2007-2008 du Biarritz olympique Pays basque
La saison 2007-2008 du Biarritz olympique Pays basque est la quatre-vingt-sixième saison du club en première division du championnat de France depuis sa création, la douzième consécutive dans l'élite du rugby à XV français. Le club dispute la huitième Heineken Cup de son histoire.
Pour la première fois depuis la saison 1998-1999, le club n'atteint pas les phases finales du championnat ou de la Coupe d'Europe.
L'équipe évolue sous les directives de Patrice Lagisquet (arrières) et Jacques Delmas (avants) pour la quatrième saison consécutive, rejoints par Jack Isaac en novembre 2007.

## Avant-saison

### Transferts estivaux
Plusieurs joueurs majeurs quittent l'effectif à l'intersaison, notamment l'ancien capitaine Thomas Lièvremont, Kasiano Lealamanu'a et Sireli Bobo. Martín Gaitán est contraint d'arrêter sa carrière après un malaise cardiaque lors d'un match de la préparation à la Coupe du monde avec l'Argentine à Cardiff.
Le club annonce sept recrues phares : les internationaux sud-africains Jacques Cronjé et Ashwin Willemse, la révélation de la Coupe du monde Takudzwa Ngwenya, les transfuges bayonnais Eduard Coetzee et Benjamin Thiéry et l'international tongien Samiu Vahafolau. Deux jokers médicaux sont recrutés en cours de saison : le treiziste néo-zélandais Henry Fa'afili en octobre pour remplacer Martín Gaitán et Benoît Bourrust en mars à la place de Bastien Sohet.

#### Arrivées
- Benoît Bourrust, pilier (Sale Sharks)
- Eduard Coetzee, pilier (Aviron bayonnais)
- Giorgi Jgenti, pilier (ASM Clermont)
- Matias Cortese, talonneur (Northampton Saints)
- Agustín Creevy, troisième ligne (Club San Luis)
- Jacques Cronje, troisième ligne (Lions)
- Samiu Vahafolau, troisième ligne (Sanyo Wild Knights)
- Fabien Cibray, demi de mêlée (Section paloise)
- Henry Fa'afili, centre (Warrington Wolves)
- Takudzwa Ngwenya, ailier (Dallas Athletic Rugby club)
- Ashwin Willemse, ailier (Lions)
- Benjamin Thiéry, arrière (Aviron bayonnais)

#### Départs
- Gastón de Robertis, pilier (Benetton Trévise)
- Fabien Drogon, pilier (Stade nazairien)
- Kasiano Lealamanu'a, pilier (US Dax)
- Thomas Lièvremont, troisième ligne (US Dax)
- Gonzalo Padro, troisième ligne (Petrarca Padoue)
- Sébastien Tillous-Borde, demi de mêlée (Castres olympique)
- Benjamin Dambielle, demi d'ouverture (CA Brive)
- Thibault Duvallet, demi d'ouverture (Union Bordeaux Bègles)
- Xantxo Isteque, demi d'ouverture (Tarbes PR)
- Martín Gaitán, centre (arrêt)
- Sireli Bobo, ailier (Racing 92)
- Mathieu Acebes, arrière (Aviron bayonnais)

### Préparation de la saison
L'effectif reprend l'entraînement le 25 juillet et effectue un stage à Hendaye début août.
Le BO dispute cinq rencontres amicales : à Aguiléra contre Bristol le 17 août (victoire 36-5), Pau le 24 août (défaite 19-20) et le Leinster le 31 août (victoire 31-28), puis à Beaumont-de-Lomagne contre Agen le 12 septembre (défaite 27-34) et à Dax le 27 septembre (victoire 19-12).

## Saison régulière

### Championnat
En raison du déroulement de la Coupe du monde, le championnat ne démarre que fin octobre.

#### Classement de la première phase
Le Biarritz olympique termine la première phase à la sixième place, soit 13 victoires (dont 3 bonifiées), 1 nul et 12 défaites (dont 9 bonifiées).
Avec trois défaites et un nul à domicile et quatre victoires à l'extérieur, il est à +1 au classement britannique.
Le BO présente la douzième attaque du championnat avec 385 points et la première défense avec 339 points encaissés.
| Rang | Club                     | J  | V  | N | D  | Bo | Bd | Pm  | Pe  | Diff | Pts |
| ---- | ------------------------ | -- | -- | - | -- | -- | -- | --- | --- | ---- | --- |
| 1    | ASM Clermont             | 26 | 20 | 0 | 6  | 11 | 5  | 773 | 380 | 393  | 96  |
| 2    | Stade toulousain         | 26 | 19 | 0 | 7  | 11 | 4  | 723 | 394 | 329  | 91  |
| 3    | Stade français Paris (T) | 26 | 18 | 0 | 8  | 5  | 3  | 617 | 417 | 200  | 80  |
| 4    | USA Perpignan            | 26 | 17 | 2 | 7  | 4  | 3  | 531 | 392 | 139  | 79  |
| 5    | Castres olympique        | 26 | 15 | 0 | 11 | 6  | 3  | 564 | 524 | 40   | 69  |
| 6    | Biarritz olympique       | 26 | 13 | 1 | 12 | 3  | 9  | 385 | 339 | 46   | 66  |
| 7    | Montauban TGXV           | 26 | 13 | 0 | 13 | 2  | 9  | 420 | 446 | -26  | 63  |
| 8    | Montpellier RC           | 26 | 14 | 0 | 12 | 1  | 4  | 426 | 490 | -64  | 61  |
| 9    | Aviron bayonnais         | 26 | 11 | 1 | 14 | 2  | 6  | 457 | 535 | -78  | 54  |
| 10   | CS Bourgoin-Jallieu      | 26 | 10 | 2 | 14 | 1  | 6  | 453 | 526 | -73  | 52  |
| 11   | CA Brive                 | 26 | 10 | 0 | 16 | 2  | 9  | 425 | 514 | -89  | 51  |
| 12   | SC Albi                  | 26 | 9  | 1 | 16 | 2  | 8  | 415 | 549 | -134 | 48  |
| 13   | US Dax (P)               | 26 | 6  | 1 | 19 | 0  | 8  | 314 | 645 | -331 | 34  |
| 14   | FC Auch (P)              | 26 | 3  | 0 | 23 | 0  | 7  | 336 | 688 | -352 | 19  |

|  | Qualifiés pour la phase finale et la Coupe d'Europe 2008-2009 (#1, #2, #3, #4). |
|  | Qualifiés pour la Coupe d'Europe 2008-2009 (#5, #6). |
|  | Qualifié pour la Coupe d'Europe 2008-2009 (#7) si un club français avance plus loin dans l'édition 2007-2008 que tous les clubs anglais de la Guinness Premiership ou italiens du Super 10. Club qualifié cette année puisque le Stade toulousain et le Munster accèdent à la finale, laissant les clubs anglais et italiens derrière eux. |
|  | Relégation en Pro D2 (SC Albi et FC Auch). |

Abréviations : V, victoires ; N, matches nuls ; D, défaites ; BO, bonus offensif ; BD, bonus défensif ; PP, points pour ; PC, points contre ; Diff., différence de points ;  Points, points attribués après un match (5 victoire sur tapis vert, 4 victoire, 2 match nul, 0 défaite, -2 forfait) plus les bonus. (T) Tenant du titre 2007 ; (P) Promus 2007 ;
Règles de classement : 1. points terrain ; 2. points terrain obtenus dans les matchs entre équipes concernées ; 3. différence de points dans les matchs entre équipes concernées ; 4. différence entre essais marqués et concédés dans les matchs entre équipes concernées ; 5. différence de points ; 6. différence entre essais marqués et concédés ; 7. nombre de points marqués ; 8. nombre d'essais marqués ; 9. nombre de forfaits n'ayant pas entraîné de forfait général ; 10. place la saison précédente ; 11. nombre de personnes suspendues après un match de championnat.

### Coupe d’Europe
Le BO partage la poule 4 avec les équipes suivantes :
- les Saracens d'Andy Farrell, Richard Hill, Glen Jackson, Neil de Kock, Kameli Ratuvou et Hugh Vyvyan.
- les Glasgow Warriors emmenés par Dan Parks, Daryl Gibson, Bernardo Stortoni, Kelly Brown, John Beattie ou encore Moray Low.
- Rugby Viadana de Jaco Erasmus, Calvin Howarth, Craig McGrath, Hayden Reid et Aldo Birchall.

Classement
| Équipe             | Pts | J | V | N | D | EM | EE | BO | BD | PM  | PE  | Δ    |
| ------------------ | --- | - | - | - | - | -- | -- | -- | -- | --- | --- | ---- |
| Saracens (1)       | 24  | 6 | 5 | 0 | 1 | 27 | 11 | 3  | 1  | 225 | 119 | +106 |
| Biarritz olympique | 18  | 6 | 4 | 0 | 2 | 9  | 11 | 1  | 1  | 109 | 116 | -7   |
| Glasgow Warriors   | 16  | 6 | 3 | 0 | 3 | 12 | 14 | 1  | 3  | 130 | 127 | +3   |
| Rugby Viadana      | 3   | 6 | 0 | 0 | 6 | 13 | 25 | 2  | 1  | 106 | 208 | -102 |

## Joueurs et encadrement technique

### Encadrement technique
Patrice Lagisquet (arrières) et Jacques Delmas (avants) entraînent l'équipe, rejoints en cours de saison par Jack Isaac. Patrice Lagisquet démissionne avant la dernière journée du championnat. Ils sont assistés des préparateurs physiques Olivier Rieg, Isabelle Patron et Jean-Michel Kaempf.

### Effectif professionnel
Deux des joueurs de l'effectif sont issus des filières de formation biarrotes (Philippe Bidabé et Julien Dupuy).
Le capitaine désigné à l'intersaison est Jérôme Thion en remplacement de Benoît August. Il est suppléé en cours de saison par David Couzinet, Imanol Harinordoquy, Dimitri Yachvili et Julien Dupuy.
| Nom                   | Poste            | Date de naissance | Nationalité sportive | Sélections (PM) | Club précédent             | Arrivée au club | Formé au club |
| --------------------- | ---------------- | ----------------- | -------------------- | --------------- | -------------------------- | --------------- | ------------- |
| Denis Avril           | Pilier           | 31 octobre 1972   | France               | 1 (0)           | Stade niortais             | 1996            | -             |
| Petru Vladimir Balan  | Pilier           | 12 juillet 1976   | Roumanie             | 21 (5)          | FC Grenoble                | 2003            | -             |
| Benoît Bourrust       | Pilier           | 16 juin 1985      | France               | -               | Sale Sharks                | Mars 2008       | -             |
| Eduard Coetzee        | Pilier           | 8 septembre 1979  | Afrique du Sud       | -               | Aviron bayonnais           | 2007            | -             |
| Giorgi Jgenti         | Pilier           | 13 novembre 1985  | Géorgie              | -               | ASM Clermont               | 2007            | -             |
| Benoît Lecouls        | Pilier           | 22 mars 1978      | France               | -               | Stade toulousain           | 2004            | -             |
| Mosese Moala          | Pilier           | 14 juin 1978      | Tonga                | 2 (0)           | US Tours                   | 2006            | -             |
| Hedley Wessels        | Pilier           | 27 octobre 1975   | Afrique du Sud       | -               | Griquas                    | 2006            | -             |
| Benoît August         | Talonneur        | 20 décembre 1976  | France               | -               | Stade français             | 2004            | -             |
| Matias Cortese        | Talonneur        | 1er octobre 1985  | Argentine            | 1 (0)           | Northampton Saints         | 2007            | -             |
| Benjamin Noirot       | Talonneur        | 17 décembre 1980  | France               |                 | US Dax                     | 2005            | -             |
| Manuel Carizza        | Deuxième ligne   | 23 août 1984      | France               | 1 (0)           | Jockey Club Rosario        | 2005            | -             |
| Yohann Carpentier     | Deuxième ligne   | 15 juin 1985      | France               | -               | Stade rochelais            | 2006            | -             |
| David Couzinet        | Deuxième ligne   | 7 juin 1975       | France               | 2 (0)           | SU Agen                    | 2002            | -             |
| Santiago Dellapè      | Deuxième ligne   | 9 mai 1978        | Italie               | 32 (5)          | SU Agen                    | 2006            | -             |
| Trevor Hall           | Deuxième ligne   | 2 octobre 1978    | Afrique du Sud       | -               | Cats                       | 2006            | -             |
| Jean-Baptiste Roidot  | Deuxième ligne   | 9 mars 1988       | France               | -               | CS Bourgoin-Jallieu        | 2006            | -             |
| Jérôme Thion          | Deuxième ligne   | 2 décembre 1977   | France               | 20 (0)          | USA Perpignan              | 2003            | -             |
| Serge Betsen          | Troisième ligne  | 25 mars 1974      | France               | 48 (40)         | CS Clichy                  | 1992            | -             |
| Agustín Creevy        | Troisième ligne  | 15 mars 1985      | Argentine            | 1 (0)           | Club San Luis              | 2007            | -             |
| Jacques Cronjé        | Troisième ligne  | 4 août 1982       | Afrique du Sud       | 31 (20)         | Lions                      | 2007            | -             |
| Mohamed Dridi         | Troisième ligne  | 5 juin 1983       | France               | -               | RC Toulon                  | 2006            | -             |
| Imanol Harinordoquy   | Troisième ligne  | 20 février 1980   | France               | 35 (45)         | Section paloise            | 2004            | -             |
| Steve Malonga         | Troisième ligne  | 6 juin 1982       | France               | -               | Massy                      | 2004            | -             |
| Samiu Vahafolau       | Troisième ligne  | 24 avril 1978     | Tonga                | -               | Sanyo Wild Knights         | 2007            | -             |
| Fabien Cibray         | Demi de mêlée    | 15 octobre 1985   | France               | -               | Section paloise            | 2007            |               |
| Julien Dupuy          | Demi de mêlée    | 19 décembre 1983  | France               | -               | -                          | -               | oui           |
| Dimitri Yachvili      | Demi de mêlée    | 19 septembre 1980 | France               | 26 (204)        | Gloucester RFC             | 2002            | -             |
| Julien Peyrelongue    | Demi d'ouverture | 2 avril 1981      | France               | 6 (3)           | Peyrehorade Sports         | 2000            | -             |
| Marcelo Bosch         | Centre           | 7 janvier 1984    | Argentine            | -               | Belgrano AC                | 2006            | -             |
| Romain Cabannes       | Centre           | 2 décembre 1984   | France               | -               | Section paloise            | 2006            | -             |
| Henry Fa'afili        | Centre           | 30 mai 1980       | Samoa                | -               | Warrington Wolves          | 2007            | -             |
| Denis Lison           | Centre           | 25 février 1983   | France               | -               | FC Grenoble                | 2005            | -             |
| Andrea Masi           | Centre           | 30 mars 1981      | Italie               | 25 (25)         | Rugby Viadana              | 2006            | -             |
| Damien Traille        | Centre           | 11 mars 1972      | France               | 44 (79)         | Section paloise            | 2004            | -             |
| Philippe Bidabé       | Ailier           | 13 janvier 1978   | France               | 2 (0)           | -                          | -               | oui           |
| Ilikena Bolakoro      | Ailier           | 22 août 1987      | Fidji                | -               | -                          | -               | oui           |
| Jean-Baptiste Gobelet | Ailier           | 13 mars 1982      | France               | -               | AS Montferrand             | 2002            | -             |
| Jimmy Marlu           | Ailier           | 25 mai 1977       | France               | 3 (0)           | AS Montferrand             | 2003            | -             |
| Takudzwa Ngwenya      | Ailier           | 22 juillet 1985   | États-Unis           | -               | Dallas Athletic Rugby club | 2007            | -             |
| Ashwin Willemse       | Ailier           | 8 septembre 1981  | Afrique du Sud       | 16 (15)         | Lions                      | 2007            | -             |
| Nicolas Brusque       | Arrière          | 7 août 1976       | France               | 26 (38)         | Section paloise            | 2001            | -             |
| Benjamin Thiéry       | Arrière          | 2 juin 1984       | France               | -               | Aviron bayonnais           | 2007            | -             |

### Statistiques individuelles
Le club est représenté par neuf joueurs à la Coupe du monde 2007 : Serge Betsen, Imanol Harinodoquy, Jérôme Thion et Damien Traille avec la France, Ashwin Willemse avec l'Afrique du Sud (vainqueur de la compétition), Takudzwa Ngwenya avec les États-Unis, Santiago Dellapè et Andrea Masi avec l'Italie et Petru Balan avec la Roumanie.
Le joueur le plus utilisé de l'effectif en championnat est Jérôme Thion avec 1600 minutes de jeu disputées en 20 matchs. En Heineken Cup, Imanol Harinordoquy est le joueur qui totalise le temps de jeu le plus élevé avec 440 minutes disputées.
Toutes compétitions confondues, les cinq joueurs les plus utilisés sont Jérôme Thion (2000 minutes), Marcelo Bosch (1790), Imanol Harinordoquy (1770), Takudzwa Ngwenya (1736) et Nicolas Brusque (1706).
L'équipe-type toutes compétitions confondues (en nombre de minutes jouées) est la suivante : Brusque - Ngwenya, Bosch, Traille, Thiéry - Peyrelongue, Yachvili - Cronje, Harinordoquy, Vahafolau - Couzinet, Thion - Lecouls, Noirot, Coetzee
Le demi-de-mêlée Dimitri Yachvili est le meilleur réalisateur du club en championnat avec 85 points à son actif (tous inscrits au pied), devant Julien Dupuy (74 points, dont 69 au pied) et Marcelo Bosch (18 points au pied). Toutes compétitions confondues, il inscrit 114 points au pied, devant Julien Dupuy (91 points dont 86 au pied).
Takudzwa Ngwenya, avec 7 essais inscrits en Top 14, termine meilleur marqueur du club en championnat devant Samiu Vahafolau et Jean-Baptiste Gobelet (3). Toutes compétitions confondues, Takudzwa Ngwenya est en tête avec 9 réalisations, suivi de Samiu Vahafolau (5), Jean-Baptiste Gobelet et Philippe Bidabé (3).

## Aspects juridiques et économiques

### Structure juridique et organigramme
| Direction | Administratif | Sportif |
| --- | --- | --- |
| - Président : Marcel Martin - Président de l'association omnisports : Roland Héguy - Direction administrative et financière : Gilles Viard, Pierre Bousquier, Gwenaëlle Carrère, Roland Labarthe, Yves Blum, Audrey Belain, Jean-François Astruc | - Responsables sécurité : Bernard Lejeune, Bertrand Arcamone - Commission partenariat : Michel Langla, Bernard Forestier, Georges Salle, Virginie Condret, Bénédicte Scribans, Jean Lissalde, Inès Personnaz, Alain Coret, Claire Derousseaux - Speaker : Jean-Louis Berho | - Entraîneurs : Patrice Lagisquet et Jacques Delmas - Entraîneur des Espoirs : Marc Lièvremont - Directeur du centre de formation : Maurice Lesgourgues - Commission sportive : Georges Darrieumerlou, Jean-Pierre Barbertéguy - Préparateurs physiques : Olivier Ducourt, Olivier Rieg - Médecins : Jean-Louis Rebeyrol, Guy Rodriguez, Didier Charrel, Patrice Boutevin, Christophe Cordonnier, Bernard Vargues, Laurent Etchebarne - Intendance : Jean-Baptiste Arla, Jean Barbertéguy, Bernard Laborde |

### Tenues, équipementiers et sponsors
Le Biarritz olympique est équipé par la marque Puma pour la quatrième saison consécutive.
L'équipe évolue avec trois jeux de maillots :
- un maillot rouge sur la partie supérieure et blanc sur la partie inférieure. Le short et les chaussettes sont uniformément rouges ;
- un maillot noir avec la manche droite blanche et la manche gauche rouge. Le short et les chaussettes sont uniformément noires ;
- un maillot blanc avec la manche droite verte et la manche gauche rouge. Le short et les chaussettes sont uniformément blancs.

L’unique sponsor apparaissant sur le maillot est Cap Gémini, entreprise présidée par Serge Kampf.

## Affluence au stade
Toutes compétitions confondues, 132 000 entrées sont enregistrées pour les 16 rencontres disputées au Parc des Sports d'Aguiléra, l'affluence moyenne du club à domicile est de 8 250 spectateurs, soit un taux de remplissage de 61 %.
Affluence à domicile (Parc des Sports d’Aguiléra)